# مارلين مانسن
برايان هيو وارنر (بالإنجليزية: Brian Hugh Warner)‏، يعرف على نطاق واسع باسمه الفني أو المسرحي مارلين مانسن (بالإنجليزية: Marilyn Manson)‏، (مواليد 5 يناير 1969) فنان وموسيقي أمريكي اشتهر بأدائه المسرحي المثير للجدل وبحضوره كمغني رئيسي في فرقته الخاصة.
إضافة للغناء فهو يقوم أيضا بالتمثيل والرسم وكتابة الأغاني والإخراج السينمائي والكتابة.
قام مارلين بتأسيس فرقته مارلين مانسن وسبوكي كيدز (الأطفال المخيفون) في فلوريدا عام 1989, وعدل الاسم إلى مارلين مانسن عام 1992.

## حياته الشخصية
بدأ مارلين مانسن وديتا فون تيسي بالمواعدة في عيد ميلاد مارلين الثاني والثلاثين في عام 2001، وبعد ثلاثة سنوات طلب الزواج منها في عام 2004، حيث أقاما زفافهما في ديسمبر 2005.
وفي ديسمبر 2006 قدمت ديتا طلبا للطلاق من المحكمة بحجة «خلافات غير قابلة للحل»، حيث ذكرت مجلة بيبول أن مانسون قد أقام وقتها علاقة مع الممثلة الشابة إيفان رايتشل وود.
وحاليا يتواعد كل من مانسن وإيفان التي تشاركه في 2009 بطولة فيلم "Phantasmagoria: The Visions of Lewis Carroll" والذي يخرجه أيضا.

## ألبومات
- (1994) Portrait of an American Family
- (1995) Smells Like Children
- (1996) Antichrist Superstar
- (1997) Remix & Repent
- (1998) Mechanical Animals
- (1999) The Last Tour on Earth
- (2000) Holy Wood (In the Shadow of the Valley of Death)
- (2003) The Golden Age of Grotesque
- (2004) Lest We Forget
- (2007) Eat Me, Drink Me
- (2009) The High End Of Low
- (2012) Born Villain
- (2015) The Pale Emperor
- (2017) Heaven Upside Down
- (2020) We Are Chaos
- (2024) One Assassination Under God - Chapter 1

## أفلام
- (1997) Spawn (أغنية)
- (1999) House on Haunted Hill (أغنية)
- (1999) Jawbreaker بدور الغريب
- (2000) Clone High
- (2000) Book of Shadows: Blair Witch 2 (أغنية)
- (2001) From Hell (نتيجة)
- 2001 Not Another Teen Movie (أغنية)
- 2002 Resident Evil (مؤلف)
- 2002 Bowling for Columbine (مقابلة)
- 2002 Queen of the Damned (أغنية)
- The Hire: Beat The Devil 2003
- Party Monster 2003
- (2003) Doppelherz (مخرج)
- The Heart Is Deceitful Above All Things 2004
- (2005) Saw II (أغنية)
- (2005) House of Wax (أغنية)
- Living Neon Dreams 2006
- (2006) Rise: Blood Hunter بدور عامل البار
- (2009) مارلين مانسن
- (2009) King Shot
- (2009) لاعب لعبة (أغنية)
- (2015) John Wick (أغنية)

## كتب
- (1998) The Long Hard Road Out of Hell
- Holy Wood لم يصدر

## وصلات خارجية
- مارلين مانسن على موقع IMDb (الإنجليزية)
- مارلين مانسن على موقع الموسوعة البريطانية (الإنجليزية)
- مارلين مانسن على موقع روتن توميتوز (الإنجليزية)
- مارلين مانسن على موقع ألو سيني (الفرنسية)
- مارلين مانسن على موقع ميوزك برينز (الإنجليزية)
- مارلين مانسن على موقع رولينغ ستون (الإنجليزية)
- مارلين مانسن على موقع أول موفي (الإنجليزية)
- مارلين مانسن على موقع قاعدة بيانات الأفلام السويدية (السويدية)
- مارلين مانسن على موقع إن إن دي بي (الإنجليزية)
- مارلين مانسن على موقع أول ميوزيك (الإنجليزية)
- الموقع الرسمي
- Manson's Official VampireFreaks
- Marilyn Manson Trilogy Series, Research and Documentary
- Lyrics of :Marilyn Manson by albums
- The Marilyn Manson wiki
- The Marilyn Manson Fanlisting